# Pâques schtroumpfantes (2)
 (mars 2022).
Si vous disposez d'ouvrages ou d'articles de référence ou si vous connaissez des sites web de qualité traitant du thème abordé ici, merci de compléter l'article en donnant les références utiles à sa vérifiabilité et en les liant à la section « Notes et références ».
Pâques schtroumpfantes est la vingt-deuxième histoire de la série Les Schtroumpfs de Peyo. Un autre épisode de la série porte le même titre.

## Résumé
Le jour de Pâques, le Schtroumpf à lunettes cherche à offrir un œuf au Grand Schtroumpf. Mais il n'est pas le seul et des œufs vont être échangés, occasionnant quelques surprises...

## Publication
Cet épisode est publié pour la première fois dans le journal Spirou no 2245 (1981). Il paraît ensuite, en 1983, dans le onzième album des Schtroumpfs, Les Schtroumpfs olympiques aux éditions Dupuis. Il s'agit d'une version étoffée et redessinée d'un gag de 3 pages paru dans le journal Spirou no 1565 (1968) et no 1983 (1976).